# 中專1線
中專1線，又稱大雪山林道，中橫大雪山公路 大雪山200林道，前身為大雪山公路。起點為臺中市東勢區豐勢路東坑路口，目前通車終點位於臺中市和平區小雪山莊。全長52公里，過去曾長達78公里。

## 歷史
1960年，為大雪山公路，是專用道路之一，起點為當時台8線1.883K處，現今台8線已改線，目前為豐勢路。終點大雪山，全長50公里。1966年，延長至78公里。過去為台灣大雪山林業經營大雪山林場的聯外道路，現在已轉為觀光功能，為大雪山國家森林遊樂區聯外道路。

## 路線說明
台中市
- 東勢區：東勢0.0K（起點，豐勢路岔路）（東坑路）→南坑8.0K→大雪山林道
- 和平區：大雪山林道→橫嶺山隧道26.7K→雪山橋32.7K→大雪山國家森林遊樂區收費站35K→鞍馬山莊44.7K→小雪山莊50K

## 沿線地標
- 橫嶺山隧道
- 鳶嘴山
- 稍來山
- 雪山橋[6]
- 大雪山國家森林遊樂區收費站
- 鞍馬山莊
- 小雪山莊
- 雪山神木
- 天池

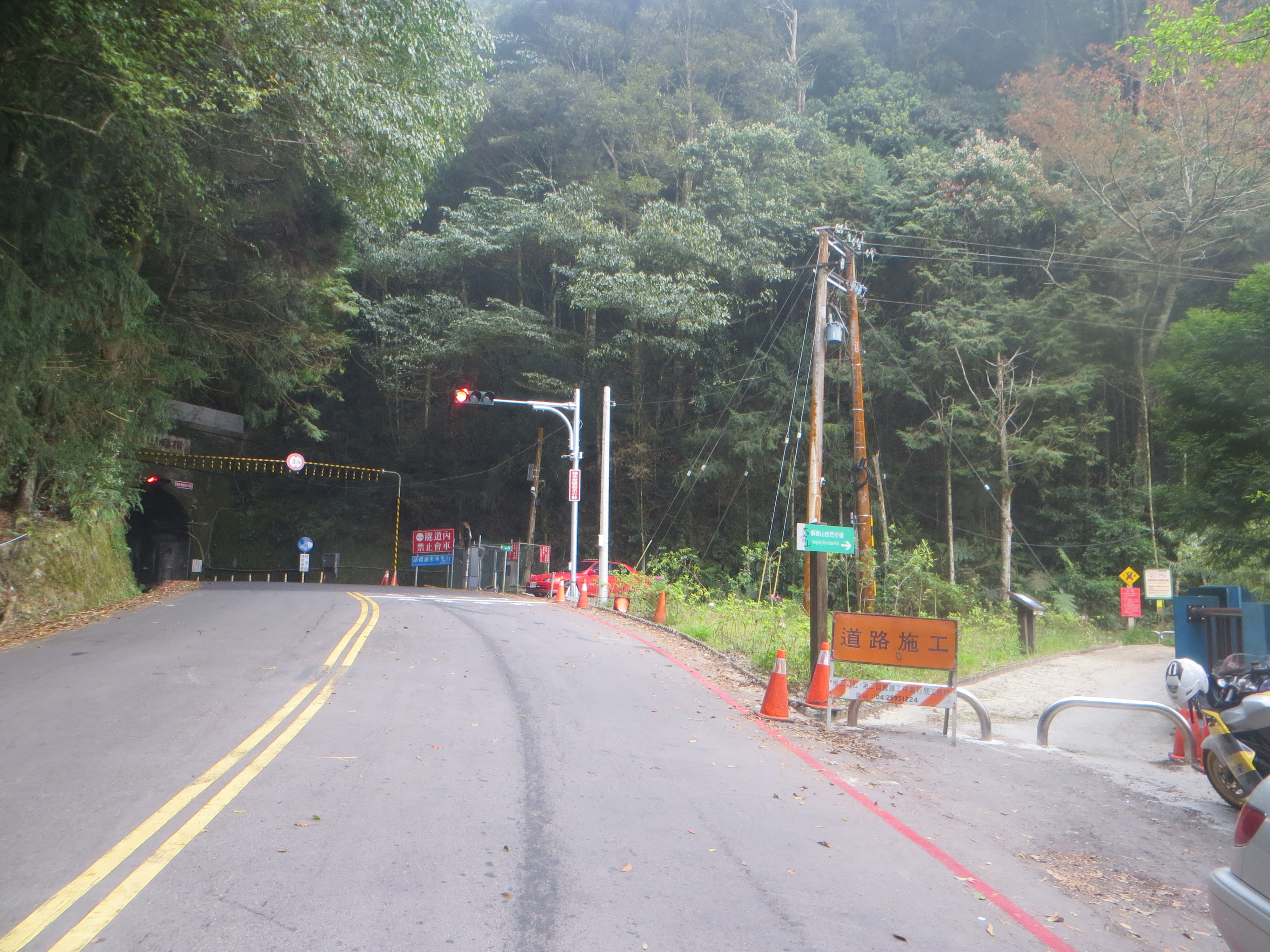
橫嶺山隧道西口
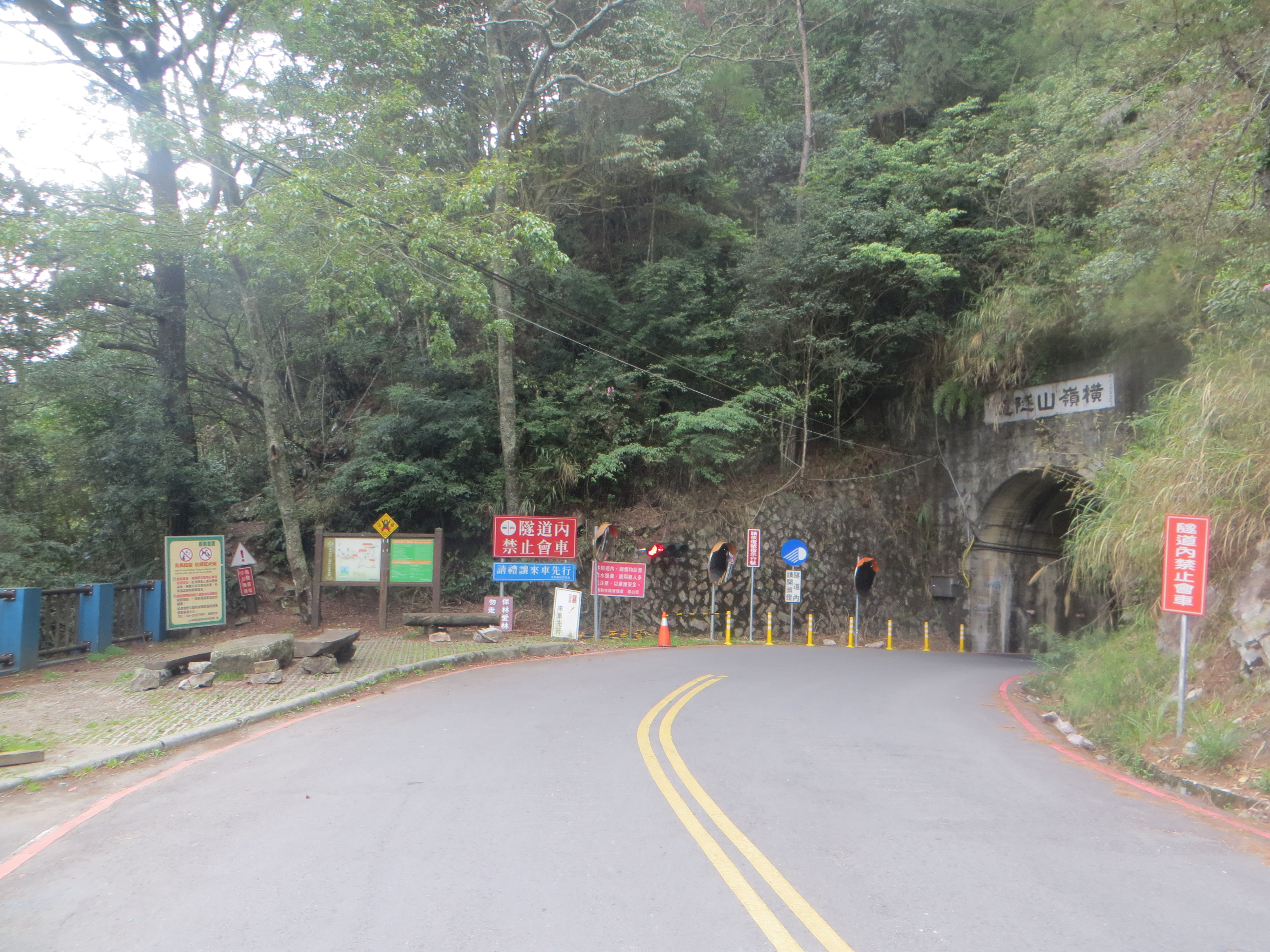
橫嶺山隧道東口
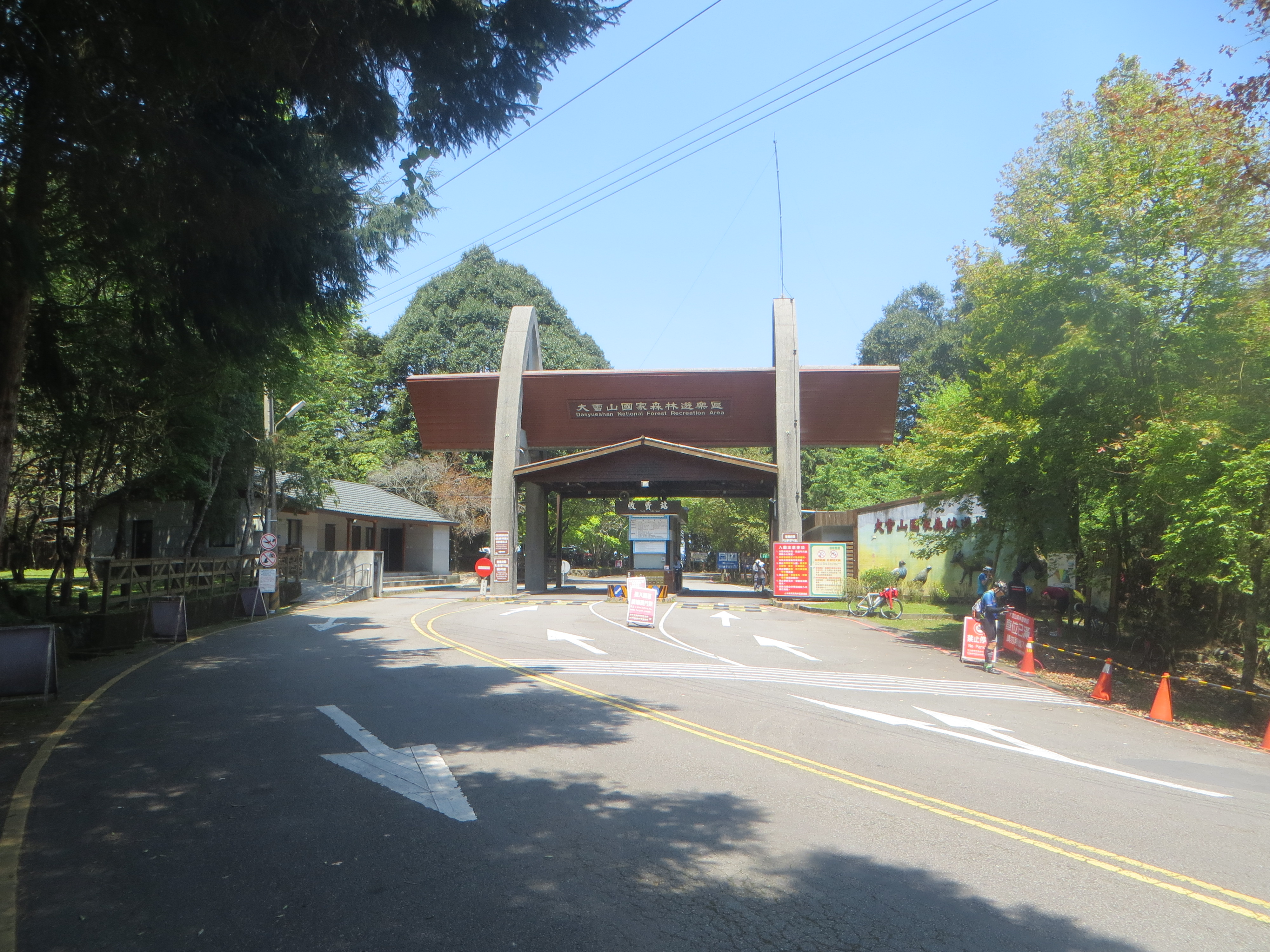
入口收費站
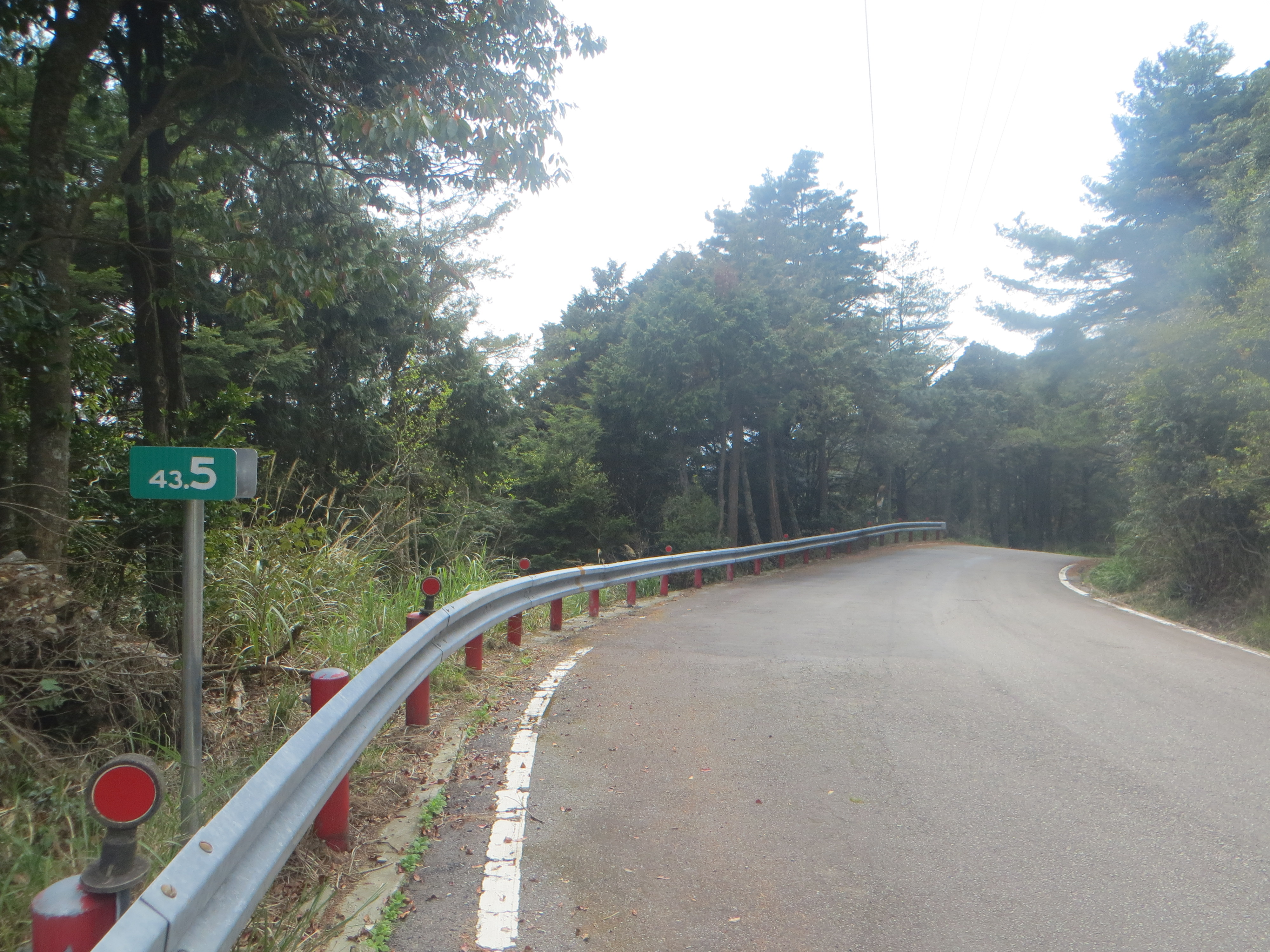
43.5公里處